# José Cedena
José Cedena Sánchez-Cabezudo (Malpica de Tajo, 27 de junio de 1955) es un autor teatral, actor y director español, conocido por revivir el tradicional género teatral español del sainete.

## Biografía
Nacido en Malpica de Tajo, donde reside. El lenguaje que utiliza así como los personajes de muchas de sus obras y sainetes están muy relacionados con su pueblo natal y con su comunidad, Castilla-La Mancha.  Comenzó a actuar en teatro con dieciocho años y en 1996 fundó el grupo de teatro  La Corropla, con el que sigue en activo, Hasta el año 2012 compaginó su actividad como autor y actor teatral aficionado con su trabajo en una entidad bancaria de su localidad.     Ese trato con el público le sirvió para estudiar y empaparse a fondo de ademanes, chascarrillos y comportamientos en general de la gente sencilla de pueblo, que luego refleja fidedignamente en algunas de sus obras y sainetes.  En 2024 recibe en Puertollano el Premio Nacional Onda Cero por su prolífica producción sainetera, con más de 160 publicados. 

## Obras
Sus primeras obras y sainetes escritas datan de 2003. En 2005 publicó su primer libro: Sainetes con la premisa de hacer mearse de risa. Desde entonces ha publicado quince obras de larga extensión y más de ciento sesenta sainetes, la mayoría de corte costumbrista, pero con una temática diversa: en verso y situados en la época medieval, parodias de la antigua Roma, futuristas de ciencia ficción o parodias del legendario Oeste americano. Los personajes de sus obras y sainetes suelen ser histriónicos y rayan la caricatura. Varios de estos personajes son recurrentes a lo largo de su bibliografía, Sus obras han sido representadas por numerosos grupos de teatro aficionados tanto en España como en países hispanoamericanos, así como países de Europa del Este.

### Obras más destacadas
El rey Tiburcio busca novia (2004).
La consulta de don Melquiades (2004).
Un palillo pal diente (2004).
La pluma del rey (2004).
El parque de María Risa (2004).
El Niceto y la Leoncia (2005).
Paco Jones, detective privado (2005).
César a gusto (2005).
Novios de internet (2006).
El bulto negro (2006).
El conde de Burra regresa de las cruzadas (2006).
La cotilla cotilleada (2007).
La edad del pavosaurio (2008).
Autoescuela Fitipaldi (2009).
Claro y Clara no se aclaran (2009).
El hombre, la chapuza de Dios (2010).
Bienvenido y Malllegado (2013).
Las infantas de Bombón (2015).
La pareja de la vieja (2018).
Bruto tenía otras razones (2019).
Rodolfo I el Golfo (2021)
El emperador pirómano (2023)
La novia de Cacerolo (2024)